# سوما، فوکوشیما
سوماً در استان فوکوشیما در کشور ژاپن واقع شده‌است که دارای جمعیت ۳۸٬۵۴۳ نفر و مساحت ۱۹۷٫۶۷ کیلومتر مربع با تراکم جمعیت ۱۹۵ نفر در کیلومترمربع است و در تاریخ ۳۱ مارس ۱۹۵۴ به عنوان شهر شناخته شد.